# Granica niewłaściwa funkcji

Wartość bezwzględna – prosty przykład funkcji, która ma granice niewłaściwe w nieskończoności; konkretniej w obu nieskończonościach ma granicę niewłaściwą dodatnią (+∞).

Funkcja ma w zerze (punkcie) granicę niewłaściwą dodatnią.

Funkcja odwrotności y=1/x nie ma nigdzie granic niewłaściwych, jednak ma w zerze niewłaściwe granice jednostronne – z prawej strony dodatnią, a z lewej ujemną.

Granica niewłaściwa funkcji – pojęcie analizy matematycznej definiowane analogicznie do granicy funkcji – w punkcie lub nieskończoności; granica niewłaściwa nie jest liczbą rzeczywistą ani zespoloną w ścisłym, skończonym sensie, lecz elementem pewnych rozszerzeń tych zbiorów. W przypadku funkcji rzeczywistych zwykle za zbiór granic przyjmuje się rozszerzenie afiniczne, to znaczy wyróżnia się dwie możliwe granice niewłaściwe: dodatnią lub ujemną. Granice niewłaściwe występują dla niektórych funkcji nieograniczonych.
Niewłaściwe granice w nieskończoności dotyczą m.in. wszystkich funkcji nieograniczonych monotonicznych. Z kolei granice niewłaściwe w punkcie definiuje się na końcach przedziałów otwartych określoności funkcji, czyli w punktach skupienia jej dziedziny spoza tej dziedziny. Punkty z granicą niewłaściwą bywają zaliczane do punktów nieciągłości funkcji, konkretniej do nieciągłości nieusuwalnych.

## Definicje Heinego
Definicje sformułowane przez Heinego.

### Definicja Heinego granicy właściwej funkcji w nieskończoności
Niech funkcja {\displaystyle f} będzie określona na przedziale {\displaystyle (a,\infty ),} {\displaystyle -\infty \leqslant a<\infty .} Liczba {\displaystyle g} jest granicą właściwą funkcji {\displaystyle f} w {\displaystyle \infty ,} co zapisujemy
{\displaystyle \lim _{x\to \infty }f(x)=g}
wtedy i tylko wtedy, gdy
{\displaystyle \forall {(x_{n})}\forall {(x_{n})\subset (a,\infty )}[(\lim _{n\to \infty }x_{n}=\infty )\to (\lim _{n\to \infty }f(x_{n})=g)].}

### Definicja Heinego granicy właściwej funkcji w minus nieskończoności
Niech funkcja {\displaystyle f} będzie określona na przedziale {\displaystyle (-\infty ,a),} {\displaystyle -\infty \leqslant a<\infty .} Liczba {\displaystyle g} jest granicą właściwą funkcji {\displaystyle f} w {\displaystyle -\infty ,} co zapisujemy
{\displaystyle \lim _{x\to {-\infty }}f(x)=g}
wtedy i tylko wtedy, gdy
{\displaystyle \forall {(x_{n})}\forall {(x_{n})\subset (-\infty ,a)}[(\lim _{n\to \infty }x_{n}=-\infty )\to (\lim _{n\to \infty }f(x_{n})=g)].}

### Definicja Heinego granicy niewłaściwej funkcji w nieskończoności
Niech funkcja {\displaystyle f} będzie określona na przedziale {\displaystyle (a,\infty ),} {\displaystyle -\infty \leqslant a<\infty .} Funkcja {\displaystyle f} ma w {\displaystyle \infty } granicę niewłaściwą {\displaystyle \infty ,} co zapisujemy
{\displaystyle \lim _{x\to \infty }f(x)=\infty }
wtedy i tylko wtedy, gdy
{\displaystyle \forall {(x_{n})}\forall {(x_{n})\subset (a,\infty )}[(\lim _{n\to \infty }x_{n}=\infty )\to (\lim _{n\to \infty }f(x_{n})=\infty )].}

### Definicja Heinego granicy niewłaściwej funkcji w minus nieskończoności
Niech funkcja {\displaystyle f} będzie określona na przedziale {\displaystyle (-\infty ,a),} {\displaystyle -\infty \leqslant a<\infty .} Funkcja {\displaystyle f} ma w {\displaystyle -\infty } granicę niewłaściwą {\displaystyle \infty ,} co zapisujemy
{\displaystyle \lim _{x\to {-\infty }}f(x)=\infty }
wtedy i tylko wtedy, gdy
{\displaystyle \forall {(x_{n})}\forall {(x_{n})\subset (-\infty ,a)}[(\lim _{n\to \infty }x_{n}=-\infty )\to (\lim _{n\to \infty }f(x_{n})=\infty )].}

### Definicja Heinego granicy niewłaściwej i ujemnej funkcji w nieskończoności
Niech funkcja {\displaystyle f} będzie określona na przedziale {\displaystyle (a,\infty ),} {\displaystyle -\infty \leqslant a<\infty .} Funkcja {\displaystyle f} ma w {\displaystyle \infty } granicę niewłaściwą {\displaystyle -\infty ,} co zapisujemy
{\displaystyle \lim _{x\to \infty }f(x)=-\infty }
wtedy i tylko wtedy, gdy
{\displaystyle \forall {(x_{n})}\forall {(x_{n})\subset (a,\infty )}[(\lim _{n\to \infty }x_{n}=\infty )\to (\lim _{n\to \infty }f(x_{n})=-\infty )].}

### Definicja Heinego granicy niewłaściwej i ujemnej funkcji w minus nieskończoności
Niech funkcja {\displaystyle f} będzie określona na przedziale {\displaystyle (-\infty ,a),} {\displaystyle -\infty \leqslant a<\infty .} Funkcja {\displaystyle f} ma w {\displaystyle -\infty } granicę niewłaściwą {\displaystyle -\infty ,} co zapisujemy
{\displaystyle \lim _{x\to {-\infty }}f(x)=-\infty }
wtedy i tylko wtedy, gdy
{\displaystyle \forall {(x_{n})}\forall {(x_{n})\subset (-\infty ,a)}[(\lim _{n\to \infty }x_{n}=-\infty )\to (\lim _{n\to \infty }f(x_{n})=-\infty )].}